# Нарцис і Ґольдмунд

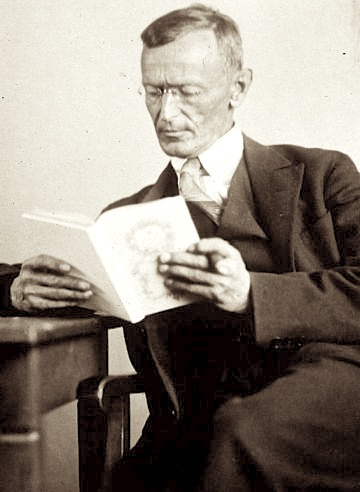
Герман Гессен (1925)

Нарцис і Голдмунд — повість Германа Гессе. Він був створений у період з квітня 1927 р. по березень 1929 р. і опублікований у 1930 р. видавництвом С. Фішер Ферлаґ. 

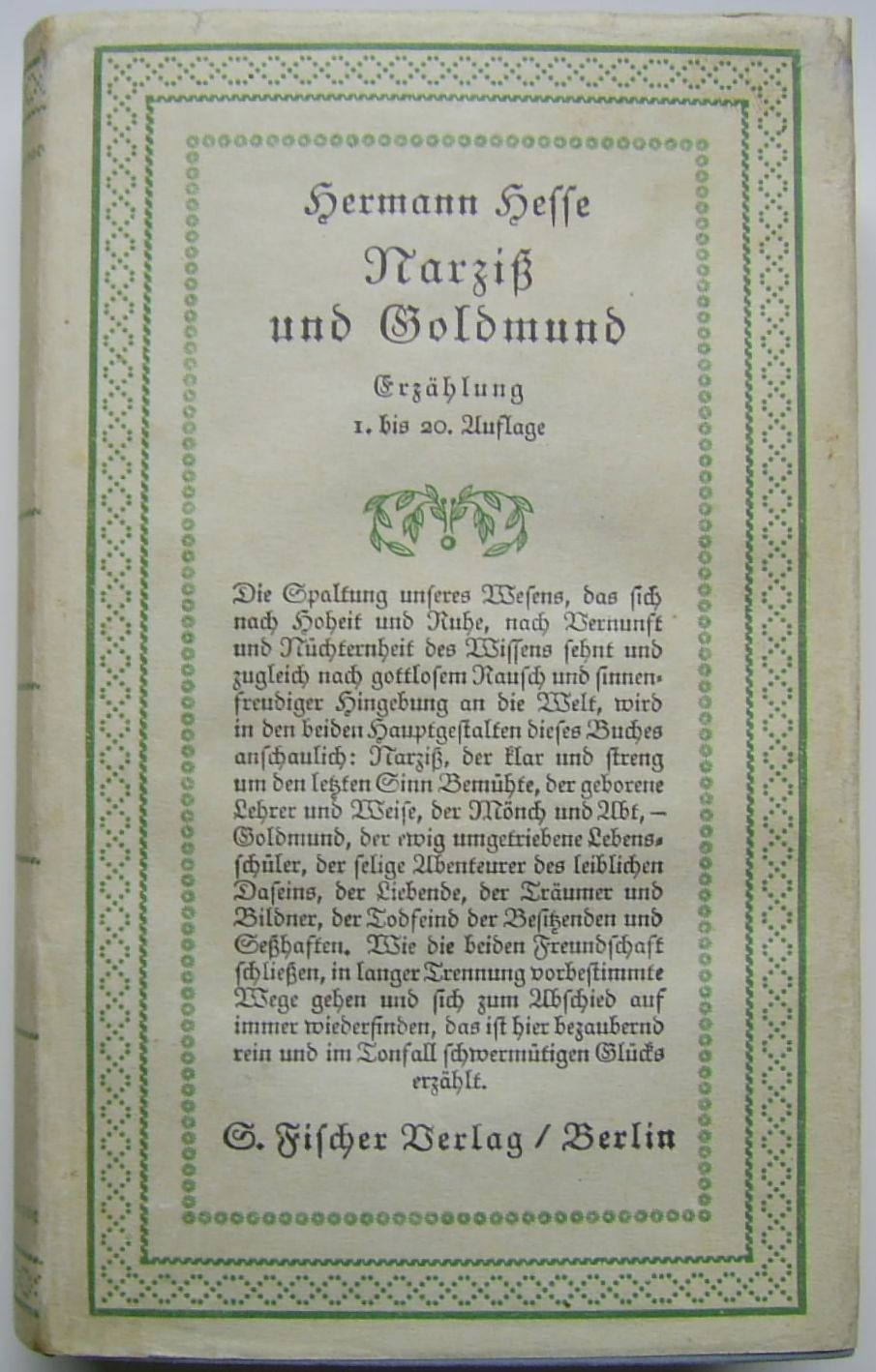
Фішер Ферлаґ Берлін, перше видання 1930 року

## Сюжет
Історія відбувається у монастирській школі Маріяброн у середні віки і розповідає про дружбу послушника Нарциса й учня Ґольдмунда. Нарцис працює помічником учителя в школі, коли до монастиря батько привозить гарного і розумного юнака Ґольдмунда. Ґольдмунд заводить тісну дружбу з Нарцисом, розумом якого він захоплюється.
Ґольдмунд, що ріс без матері та братів і сестер, мріє теж стати послушником. Нарцис розпізнає у ньому власну протилежність і доповнення. Під час розмов Нарцис розкриває материнську натуру Ґольдмунда, яку той намагається витіснити. Ґольдмунд відчуває якийсь внутрішній надрив і впізнає образ своєї матері, танцівниці й спокусниці, яка давно залишила їхню родину і зникла невідомо де.
Після свого першого любовного досвіду з незнайомкою, молодою Лізою, Ґольдмунд вирішує податися у світ, як це зробила колись його мати. Нарцис очікував цього моменту; він припиняє свою аскезу, щоб попрощатися зі своїм другом.
Ґольдмунд переживає у мандрах кілька любовних історій, зокрема з Юлією та Лідією, доньками одного лицаря, у невеличкому замку якого він проводить зиму. Одного разу йому доводиться убити бродягу Віктора, коли той намагається його обікрасти й задушити. Він заходить до церкви, щоб посповідатися. Статуя Діви Марії нагадує йому його матір. Він настільки захоплюється нею, що знаходить її автора — скульптора, майстра Ніклауса, щоб навчитися у нього різьблення по дереву.
У нього Ґольдмунд створює свій шедевр: статую Святого Йоана, що так нагадує друга його юності Нарциса. Коли він розмірковує про своє життя осілого митця, перед ним знову виринає образ матері. Цей «поклик матері» спонукає його залишити місто у пошуку нових вражень. Він відкидає пропозицію господаря одружитися з його донькою Лізбет і здобути звання майстра. Він знову вирушає у мандри. Під час епідемії чуми до нього приєднується його кохана Лена, яка згодом помирає від чуми, та супутник Роберт.
Коли він знову повертається до міста майстра Ніклауса і вступає у любовний зв'язок з Аґнесою, прекрасною коханою губернатора, його викривають. Ґольдмундові вдається видати себе за злодія, та його все одно засуджують до смертної кари. Абат, що приходить прийняти останню сповідь арештанта, виявляється його старим другом Нарцисом. Ґольдмунд помилуваний за його заступництвом, але повинен залишити місто. Обидва повертаються до монастиря Маріяброн.
Там Ґольдмунд отримує можливість реалізувати себе як митець і намагається повернутися до віри, яку він давно занедбав. Він вирізає фігури для амвона, що нагадують людей, яких він зустрічав у своїх мандрах. Час від часу він дозволяє собі на кілька днів залишати монастирське життя й насолодитися свободою блукальця.
Одного разу Ґольдмунд, старий і хворий, з поламаними ребрами, повертається до монастиря після падіння з коня. Нарцис бачить, що його друг помирає, і зізнається йому у своїй любові й захопленні. Ґольдмунд, втішений цим визнанням, прощається з другом, адже він відчуває, що через смерть зможе віднайти свою «матір». Останні слова Ґольдмунда вогнем печуть у серці Нарциса: «Без матері не можна любити. Без матері не можна померти».

## Тлумачення
У цьому романі важко не помітити захоплення Гессе Фрідріхом Ніцше, зокрема його «Народженням трагедії» та Заратустрою. Важливим є також знайомство Гессе з ученням про архетипи психолога Карла Густава Юнга, з яким Гессе листувався. Як ідея Ніцше про зворотний розвиток духу до рівня дитини, так і Юнгові архетипи аніми та богині-матері виражаються у постійному пошуку і, врешті-решт, поверненні Ґольдмунда до «матері».

### Прагнення досконалості Нарциса та Ґольдмунда
Ці два протилежні персонажі, кожен по-своєму, перебувають у пошуку досконалості. У той час як Нарцис духовно-релігійним шляхом наближається до ідеї досконалого життя і Бога, Ґольдмунд шукає здійснення свого призначення як мандрівник і вільний митець. Керований видіннями «матері», секрет яких полягає в об'єднанні найбільших протилежностей, як-от народження і смерть, добро і жорстокість, життя і руйнування, він занурюється у мистецтво і відвертається від Бога, порушує обітницю орденові, живе без молитви й сповіді, скоює вбивство. Знову і знову під час особистих роздумів перед ним виринає образ матері, який і визначає його життя.
Ціна, яку Нарцис мусить заплатити за свій спосіб життя — це невиконання материнського принципу життя. Але Нарцис обирає життя в аскезі, тоді як Ґольдмунд віддається принципові материнського життя і мусить боротися з вічним неспокоєм і минущістю життя у мистецтві та стагнацією, що змушує його залишити існування осілого митця й повернутися до життя «на волі». Наприкінці роману Ґольдмунд, який постійно намагався рівнятися на Нарциса, сам стає провідником, коли, помираючи, запитує свого друга, як той збирається померти, бо: «Без матері неможливо любити і без матері неможливо померти.» Ці останні слова допікають Нарцисові і змушують його замислитися про власне життя, оскільки це критика життя, спрямованого тільки на Бога і нехтування материнським принципом.
Ґольдмунд, проживши свої почуття сповна, розуміє, що Нарцис не може бути задоволений своїм життям. Ґольдмунд вважає, що не знайшов гармонії з Богом, але він щасливий тим, що «чуттєвість» змогла надихнути його на мистецтво. Він помирає з вірою у повернення до своєї «матері», однак вважає, що Нарцис ніколи не зможе померти в такому блаженстві, оскільки у нього немає «матері», яка б вела його через усе життя. Незважаючи на їх відмінності, ці два образи є взаємозалежними й доповнюють одне одного. Нарцис навчав Ґольдмунда як мислитель чи духовна особа, розуміючи при цьому його спосіб життя як людини чуттєвої.
Нарцис не є чистим інтелектуалом, так само як Ґольдмунд не є лише чуттєвою людиною — інакше вони були б непотрібні один одному, інакше вони не трималися б середини і не доповнювали б один одного. Нарцис може жорстко висловлюватися про святого й розпусника, та, врешті-решт, з любов'ю приймає увесь життєвий шлях Ґольдмунда.
(з листа Гессе до Крістофа Шремпфа 1931 р.)

### Стосунок до монастиря Маульброн

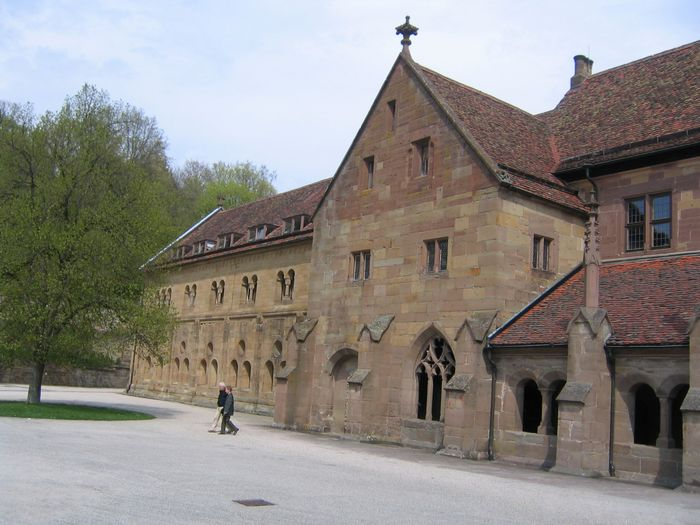
Очевидний взірець для Маріяброна: монастир Маульброн

Герман Гессе зазнав певних психологічних травм в інтернаті Євангельські семінари Маульброна в 1891/92 рр.
Гессе опрацював цю травму з літературної точки зору у своїй повісті «Під колесом» (1906) та в поемі «Маульбронська хресна хода» (1914).
Дія роману Нарцис і Ґольдмунд починається в монастирі Маріяброн. З опису монастирського комплексу можна зробити висновок, що зразком вигаданого Маріяброна є монастир Маульброн, з яким Гессе був добре знайомий. Назва майже не змінилася, оповідач лише уявляє, якою була протестантська семінарія до Реформації у вигляді католицького монастиря і яким могло бути життя в цьому монастирі. Радісний настрій на початку книги свідчить про те, що в 1930 році Гессе міг неупереджено й позитивно писати про місце, де в 1892 році його мучили думки про самогубство і яке все ще викликало змішані почуття в 1914 році.

### Відношення до Вюрцбурга
З десятої глави Гессе приводить Ґольдмунда до єпископського міста, опис якого, особливо у розділах 15 і 16 чітко вказує на те, що це Вюрцбург, місто, яке поет відвідав у березні 1928 р. (якраз перед початком роботи над романом Нарцис і Ґольдмунд влітку 1928 р.), а також в оповіданні 1928 р. «Колись у Вюрцбурзі» та яке ще раз переконливо описує в опублікованому 1945 р. есеї «Прогулянка Вюрцбургом».

## Книжкові видання
С. Фішер Верлаг опублікував щойно 23 січня написану повість як переддрук між жовтенем 1929 і квітнем 1930 р. у «Нойє Рундшау» з підзаголовком «Історія однієї дружби». Перше видання було опубліковано в 1930 році у складі Зібрання творів Гессе. Видавництво Манесса опублікувало цю повість в 1945 році як 8-й том у серії Бібліотека світової літератури Манессе. У видавництві Зуркамп цей твір вийшов друком уперше в 1971 році, а в 1975 році — з м'якою обкладинкою.
- Нарцис і Ґольдмунд. Фішер, Берлін 1930 року.
- Нарцис і Ґольдмунд. Повість. Манесс, Цюрих, 1945.
- Нарцис і Ґольдмунд. Повість. Зуркамп, Франкфурт-на-Майні 1971, ISBN 3-518-01065-4 (= бібліотека Зуркамп 65).
- Нарцис і Ґольдмунд. Зуркамп, Франкфурт-на-Майні 1975, ISBN 3-518-36774-9 (= Зуркамп М'яка обкладинка 274).
- Нарцис і Ґольдмунд. Повість. З коментарем Еріберт Кун. Зуркамп, Франкфурт-на-Майні 2003, ISBN 3-518-18840-2 (= Основна бібліотека Зуркамп 40).
- Нарцис і Ґольдмунд. Повість. Зуркамп, Берлін 2020, ISBN 978-3-518-47123-4 (= Зуркамп. М'яка обкладинка 5123).

## Екранізація
19 лютого 2020 року у представництві Баварії в Берліні відбулася прем'єра екранізації цього твору австрійського режисера, володаря «Оскара» Стефана Рузовіцького. Дві головні ролі зіграли Сабін Тамбреа та Яніс Нівенер.

## Інше
Значна частина спадку Германа Гессе знаходиться в Німецькому літературному архіві Марбаха. Рукопис Нарциса та Ґольдмунда можна побачити на постійній виставці в Музеї сучасної літератури в Марбаху.